# Open di Francia 2013 - Doppio femminile in carrozzina
Marjolein Buis e Esther Vergeer sono le detentrici del titolo ma Vergeer ha abbandonato la carriera agonistica così Buis partecipa con Lucy Shuker. Le due hanno perso in semifinale contro Sabine Ellerbrock e Sharon Walraven che hanno poi perso la finale contro Jiske Griffioen e Aniek van Koot per 6-2, 6-3.

## Teste di serie
1. Jiske Griffioen /  Aniek van Koot (campionesse)
2. Marjolein Buis /  Lucy Shuker (semifinale)

## Tabellone

### Legenda
| - Q = Qualificato - WC = Wild card - LL = Lucky loser | - ALT = Alternate - SE = Special Exempt - PR = Protected Ranking | - w/o = Walkover - r = Ritirato - d = Squalificato |

|  | Semifinali | Semifinali                          | Semifinali                          | Semifinali | Semifinali |  |  | Finale | Finale                            | Finale                            | Finale | Finale |  |
|  |            |                                     |                                     |            |            |  |  |        |                                   |                                   |        |        |  |
|  | 1          | Jiske Griffioen Aniek van Koot      | Jiske Griffioen Aniek van Koot      | 6          | 6          |  |  |        |                                   |                                   |        |        |  |
|  |            | Katharina Kruger Kgothatso Montjane | Katharina Kruger Kgothatso Montjane | 1          | 1          |  |  | 1      | Jiske Griffioen Aniek van Koot    | Jiske Griffioen Aniek van Koot    | 6      | 6      |  |
|  |            | Sabine Ellerbrock Sharon Walraven   | Sabine Ellerbrock Sharon Walraven   | 6          | 7          |  |  |        | Sabine Ellerbrock Sharon Walraven | Sabine Ellerbrock Sharon Walraven | 2      | 3      |  |
|  | 2          | Marjolein Buis Lucy Shuker          | Marjolein Buis Lucy Shuker          | 4          | 5          |  |  |        |                                   |                                   |        |        |  |